# Колледж Святого Иоанна (Кембридж)
Колледж Святого Иоанна (англ. St John's College) — один из 31 колледжей Кембриджского университета в Великобритании.
Среди его выпускников — 12 лауреатов Нобелевской премии, 7 премьер-министров и 12 архиепископов разных стран и как минимум два принца и трое святых.

## История
Основан в 1511 году леди Маргарет Бофорт, матерью короля Англии Генриха VII. В соответствии с уставом от 9 апреля 1511 года колледж является благотворительной организацией. Цели колледжа заключаются в содействии образованию, религии, обучению и исследованиям.
В области Human, Social and Political Sciences с колледжем связаны Уильям Уилберфорс (1759-1833) и Томас Кларксон (1760-1846) - оба ведущие фигуры в кампании за отмену работорговли, лорд Пальмерстон (1784-1865), государственный деятель и премьер-министр, Уильям Риверс (1864-1922) и профессор Грэм Баркер.

## Старая библиотека колледжа
Когда Колледж Святого Иоанна открылся в 1516 году, его библиотека располагалась в здании, которое тогда было единственным (первым) двором. Она занимала второй этаж к югу от больших ворот.
Сейчас старая библиотека находится в третьем дворе колледжа Святого Иоанна. Она построена между 1623 и 1628 годами на пожертвования двух членов колледжа — Валентина Кэра, епископа Эксетерского и Джона Уильяма, епископа Линкольна. Стены здания были завершены в 1624 году. Здание построено в стиле яковской готики. Размер здания 110 на 30 футов. Высокие окна с двумя лампами. Библиотека содержит 42 книжных шкафа.
Особо ценные элементы библиотеки:
- 56 восточных манускрипта и папируса
- около 680 средневековых рукописей
- 340 инкунабул (первопечатные книги, изданные до 1501 г.)
- более 500 рукописей, относящихся к XVI—XIX векам
- около 50 тыс. книг, изданных в XVI—XVIII веках